# Ischioscia elongata
Ischioscia elongata är en kräftdjursart som beskrevs av Klaus Ulrich Leistikow1997. Ischioscia elongata ingår i släktet Ischioscia och familjen Philosciidae. Inga underarter finns listade i Catalogue of Life.